# Chiesa di Maria Santissima della Misericordia (Foggia)
La chiesa di Maria Santissima della Misericordia, popolarmente indicata anche come chiesa del Purgatorio o chiesa dei morti è un edificio sacro sito a Foggia, in piazza Purgatorio.

## Storia
La chiesa fu eretta nel 1650 ed era sede della confraternita dei Bianchi e dei Morti. 
Risulta costruita su strutture ipogee, costituite da numerosi archi, sotterranei rispetto agli edifici, ma a livello con la piazza antistante il museo civico, che presenta un notevole dislivello con la principale strada del centro (via Arpi): queste strutture sono state interpretate come appartenenti al palatium dell'imperatore Federico II di Svevia, infatti la chiesa risulta costruita su di una collinetta.
L'edificio è stato sottoposto ad un lungo restauro terminato nel 2012 ed è stata riaperta al culto il 25 aprile 2014, con una messa officiata dall'arcivescovo della diocesi Foggia-Bovino, Francesco Pio Tamburrino.

## Descrizione

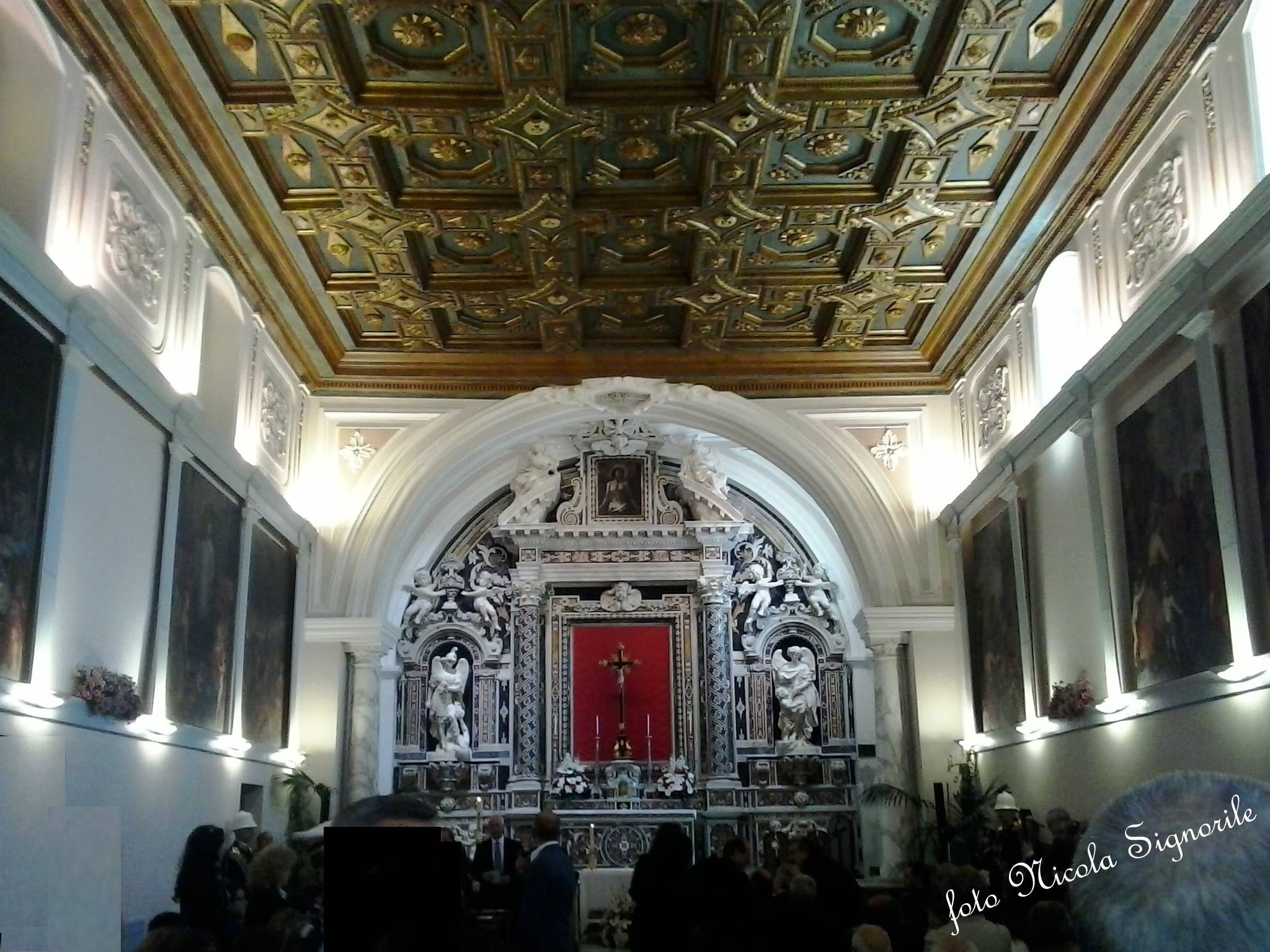
altare e soffitto ligneo visti dall'ingresso

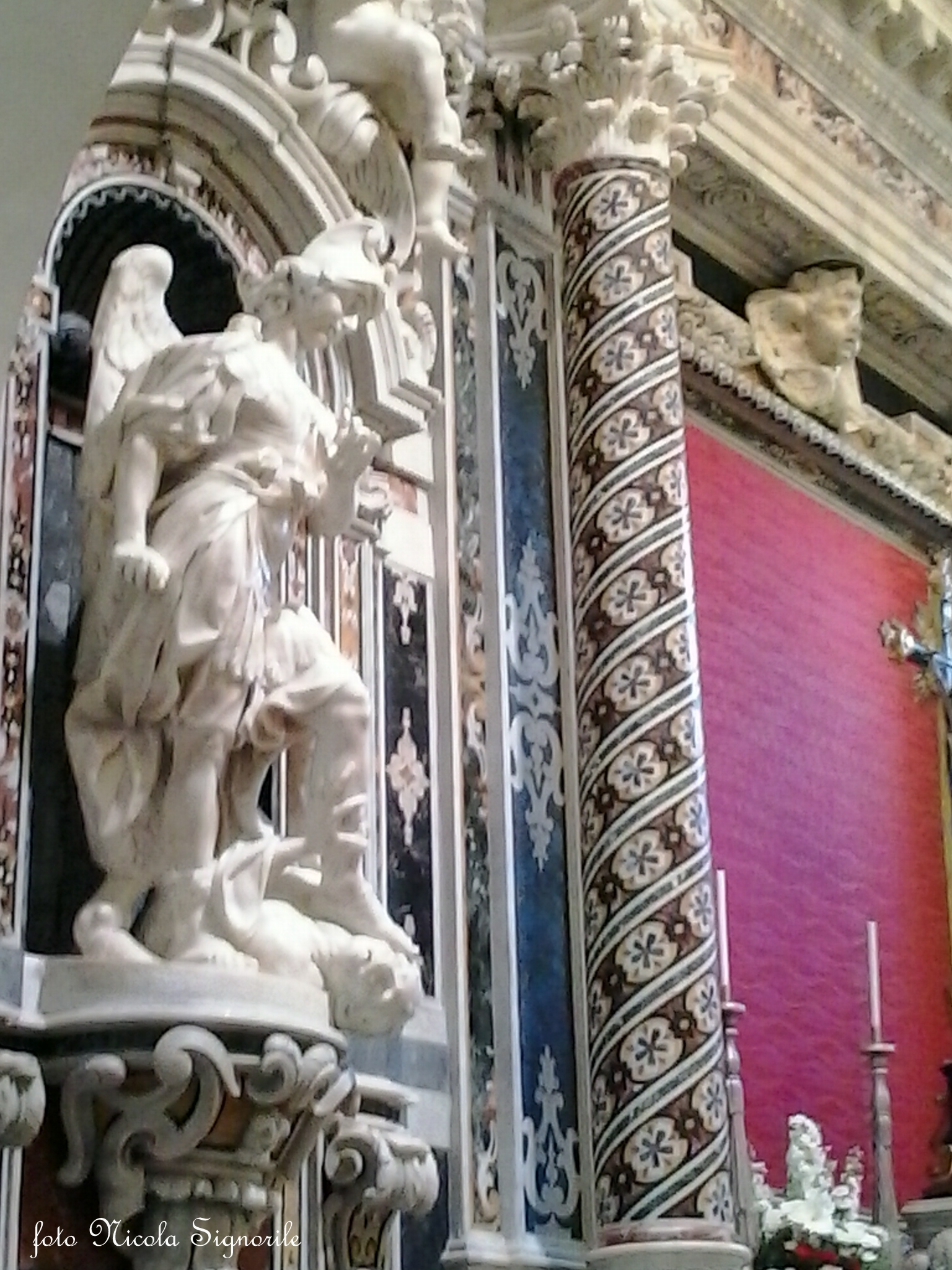
Statua di San Michele arcangelo

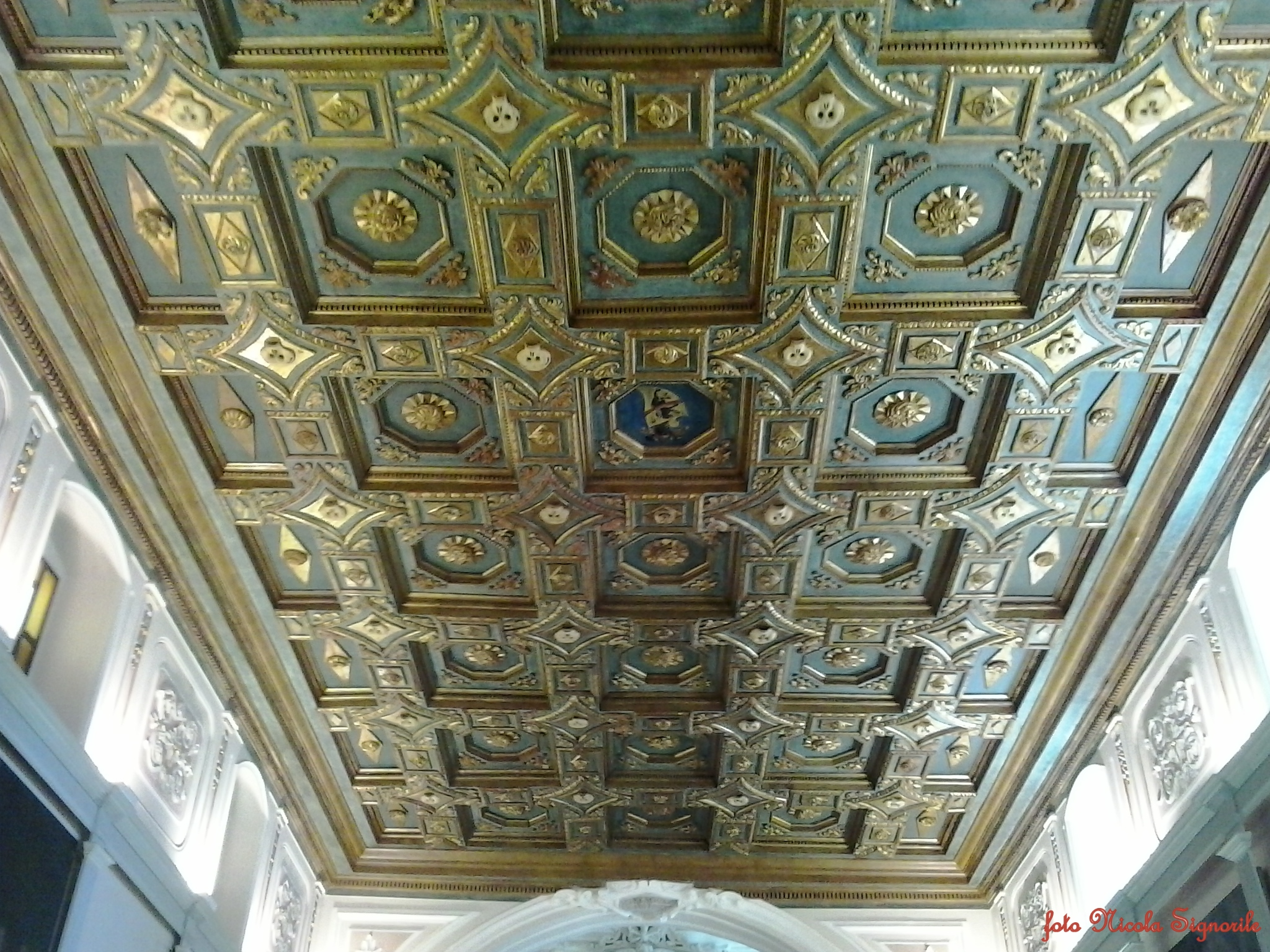
soffitto ligneo con particolare

La facciata è decorata con un festone fermato da alcune riproduzioni di ossa umane intrecciate a teschi.
L'interno è a navata unica, coperta da un soffitto ligneo a cassettoni, ad opera di Antonio Fontana (1683). Uno stemma al centro del soffitto raffigura un grifone su scudo a fondo giallo e innesti con teschi umani.
L'altare maggiore in marmi policromi è decorato con statue di San Michele Arcangelo a sinistra e dell'Angelo custode a destra, attribuiti a Lorenzo Vaccaro (artista napoletano esponente del periodo tardo-barocco). Sullo stesso altare, il dipinto della Madonna della Misericordia, di scuola napoletana. Un Ecce Homo attribuito a Guido Reni è presente sulla parte alta del maestoso altare in marmi policromi. La tela ospitata al centro dell'altare, raffigurante Santa Maria della Misericordia, fu trafugata durante il trentennio di chiusura della chiesa. Lungo le pareti laterali, quattordici grandi tele rappresentano le opere di misericordia corporali e spirituali, attribuite a Benedetto Brunetti (XVII secolo).